# TT Isla de Man de 1958
El TT Isla de Man de 1958 fue la primera prueba de la temporada 1958 del Campeonato Mundial de Motociclismo. El Gran Premio se disputó del 2 al 6 de junio de 1958 en el circuito de Snaefell Mountain Course.

## Resultados TT Senior 500cc
La victoria de John Surtees solo pudo ser amenazada en la Senior TT por su compañero de equipo John Hartle, pero este último se tuvo que retirar. Al final, Surtees ganó con más de cinco minutos por delante de las Norton de Bob Anderson y Bob Brown. Para Anderson, fue una gran actuación, ya que era su debut en el Campeonato del Mundo. La carrera quedó marcada por la muerte de Desmond Woolf que cayó cerca de Barregarrow y murió a causa de sus heridas.
| Pos.    | Piloto           | Equipo    | Tiempo/Retirado | Puntos |
| ------- | ---------------- | --------- | --------------- | ------ |
| 1       | John Surtees     | MV Agusta | 2:40"39'8       | 8      |
| 2       | Bob Anderson     | Norton    | 2:46"06'0       | 6      |
| 3       | Bob Brown        | Norton    | 2:46"22'2       | 4      |
| 4       | Derek Minter     | Norton    | 2:47"03'2       | 3      |
| 5       | Dave Chadwick    | Norton    | 2:47"15'4       | 2      |
| 6       | John Anderson    | Norton    | 2:47"58'8       | 1      |
| 7       | George Catlin    | Norton    | 2:48"44'0       |        |
| 8       | Ewan Haldane     | Norton    | 2:50"20'2       |        |
| 9       | Peter Pawson     | Norton    | 2:51"12'4       |        |
| 10      | Dickie Dale      | BMW       | 2:51"22'8       |        |
| 11      | Eric Hinton      | Norton    | 2:51"32'0       |        |
| 12      | Ralph Rensen     | Norton    | 2:51"41'8       |        |
| 13      | Mike Hailwood    | Norton    | 2:51"48'4       |        |
| 14      | Kenneth Tostevin | Norton    | 2:51"59'0       |        |
| 15      | John Hempleman   | Norton    | 2:52"07'0       |        |
| 16      | Noel McCutcheon  | Norton    | 2:52"20'8       |        |
| 17      | Jimmy Buchan     | Norton    | 2:52"48'0       |        |
| 18      | Tom Phillis      | Norton    | 2:53"03'2       |        |
| 19      | Jim Redman       | Norton    | 2:53"16'6       |        |
| 20      | Derek Powell     | Norton    | 2:54"53'6       |        |
| 28      | Syd Mizen        | Norton    |                 |        |
| 29      | Jack Ahearn      | Matchless | 2:58"39'6       |        |
| 35      | Arthur Wheeler   | AJS       | 3:05"18'0       |        |
| Ret     | Keith Campbell   | Norton    | Ret             |        |
| Ret     | Alan Trow        | Norton    | Ret             |        |
| Ret     | Alistair King    | Norton    | Ret             |        |
| Ret     | Bill Smith       | Norton    | Ret             |        |
| Ret     | Bob McIntyre     | Norton    | Ret             |        |
| Ret     | Geoff Duke       | BMW       | Ret             |        |
| Ret     | Geoff Tanner     | Norton    | Ret             |        |
| Ret     | John Hartle      | MV Agusta | Ret             |        |
| Ret     | Michael O'Rourke | Norton    | Ret             |        |
| Ret     | Terry Shepherd   | Norton    | Ret             |        |
| Ret     | Desmond Woolf    | Norton    | Val (†)         |        |
| Ret     | Paddy Driver     | Norton    | Ret             |        |
| Fuente: |                  |           |                 |        |

## Resultados Junior 350cc
John Surtees también ganó la carrera de Junior TT muy por delante de Dave Chadwick y Geoff Tanner. Muchos nombres importantes no llegaron a la meta: Bob McIntyre, Dickie Dale, Geoff Duke, Jack Brett y su compañero de equipo de Surtees John Hartle.

| Pos. | Piloto           | Moto      | Tiempo/Retirado | Puntos |
| ---- | ---------------- | --------- | --------------- | ------ |
| 1    | John Surtees     | MV Agusta | 2:48"38'4       | 8      |
| 2    | Dave Chadwick    | Norton    | 2:52"50'6       | 6      |
| 3    | Geoff Tanner     | Norton    | 2:53"06'4       | 4      |
| 4    | Terry Shepherd   | Norton    | 2:53"06'6       | 3      |
| 5    | George Catlin    | Norton    | 2:54"24'8       | 2      |
| 6    | Alistair King    | Norton    | 2:54"28'4       | 1      |
| 7    | Keith Campbell   | Norton    | 2:54"52'0       |        |
| 8    | Bob Anderson     | Norton    | 2:54"53'6       |        |
| 9    | Derek Minter     | Norton    | 2:55"04'0       |        |
| 10   | Jimmy Buchan     | Norton    | 2:56"08'2       |        |
| 11   | Paddy Driver     | Norton    | 2:57"12'8       |        |
| 12   | Mike Hailwood    | Norton    | 2:57"17'0       |        |
| 13   | Ralph Rensen     | Norton    | 2:57"23'2       |        |
| 14   | Bob Brown        | AJS       | 2:58"15'4       |        |
| 15   | Ewen Haldane     | Norton    | 2:58"40'0       |        |
| 16   | Peter Pawson     | Norton    | 2:58"47'8       |        |
| 17   | Jack Ahearn      | AJS       | 2:59"10'4       |        |
| 18   | John Anderson    | AJS       | 3:00"33'6       |        |
| 19   | Noel McCutcheon  | AJS       | 3:01"33'0       |        |
| 20   | Kenneth Tostevin | Norton    | 3:01"35'8       |        |
| 24   | Jim Redman       | Norton    | 3:02"30'0       |        |
| 29   | Bill Smith       | AJS       | 3:06"12'0       |        |
| 32   | Tom Phillis      | Norton    | 3:06"48'2       |        |
| 42   | Lewis Young      | AJS       |                 |        |
| Ret  | Eric Hinton      | Norton    | Ret             |        |
| Ret  | Jo Siffert       | Norton    | Ret             |        |
| Ret  | Alan Trow        | Norton    | Ret             |        |
| Ret  | Arthur Wheeler   | AJS       | Ret             |        |
| Ret  | Bob McIntyre     | Norton    | Ret             |        |
| Ret  | Dickie Dale      | Norton    | Ret             |        |
| Ret  | Geoff Duke       | Norton    | Ret             |        |
| Ret  | Jack Brett       | Norton    | Ret             |        |
| Ret  | John Hartle      | MV Agusta | Ret             |        |
| Ret  | Michael O'Rourke | Norton    | Ret             |        |
| Ret  | John Hempleman   | Norton    | Ret             |        |
| Ret  | Desmond Woolf    | Norton    | Ret             |        |

## Resultados Lightweight 250cc
En  Lightweight TT, no hubo rival para las MV Agusta y se produjo una tensa batalla entre Tarquinio Provini y Carlo Ubbiali. Ubbiali lideraba en las primeras vueltas, pero al final de la cuarta, las cosas se igualaron. Luego, Provini se fue para ganar con más de 8 segundos de diferencia sobre su compañero. El debutante Mike Hailwood terminó tercero con su NSU Sportmax por delante del veterano Bob Brown.
| Pos. | Piloto            | Moto          | Tiempo/Retirado | Puntos |
| ---- | ----------------- | ------------- | --------------- | ------ |
| 1    | Tarquinio Provini | MV Agusta     | 1:24"12'0       | 8      |
| 2    | Carlo Ubbiali     | MV Agusta     | 1:24"20'2       | 6      |
| 3    | Mike Hailwood     | NSU           | 1:27"07'8       | 4      |
| 4    | Bob Brown         | NSU           | 1:27"48'8       | 3      |
| 5    | Dieter Falk       | Adler         | 1:27"50'5       | 2      |
| 6    | Sammy Miller      | ČZ            | 1:29"08'0       | 1      |
| 7    | Eric Hinton       | NSU           | 1:29"15'2       |        |
| 8    | Tommy Robb        | NSU           | 1:29"50'6       |        |
| 9    | Fron Purslow      | NSU           | 1:30"28'0       |        |
| 10   | David Andrews     | NSU           | 1:24"14'0       |        |
| 11   | Michael O'Rourke  | GMS           | 1:24"58'6       |        |
| 12   | Glen Henderson    | NSU           | 1:26"17'6       |        |
| 13   | Ken James         | M&F Excelsior | 1:27"07'0       |        |
| 14   | A. Jones          | Moto Guzzi    | 1:27"11'0       |        |
| 15   | Gerry Turner      | Pike-BSA      | 1:30"12'2       |        |
| 16   | Frank Cope        | Norton        | 1:30"48'4       |        |
| 17   | Lawrence Evans    | Ducati        | 1:27"08'6       |        |
| 18   | Ross Porter       | Moto Guzzi    | 1:25"46'0       |        |
| Ret  | Arthur Wheeler    | Mondial       | Ret             |        |
| Ret  | Dave Chadwick     | MV Agusta     | Ret             |        |
| Ret  | Derek Minter      | REG           | Ret             |        |
| Ret  | Aminar Howth      | Furneaux-NSU  | Ret             |        |
| Ret  | Allen Pavey       | NSU           | Ret             |        |
| Ret  | Bill Peden        | NSU           | Ret             |        |
| Ret  | Roly Capner       | MV Agusta     | Ret             |        |

## Ultra-Lightweight 125 cc TT
Solo en la Ultra-Lightweight TT se pudo ver una moto que ofrecía resistencia a la MV Agusta. Luigi Taveri con su Ducati 125 GP lideraba al final de la segunda ronda, pero luego Tarquinio Provini tomó la delantera. Provini cayó pero Taveri tampoco lo pudo aprovechar ya que se tuvo que retirar por rotura de motor. Carlo Ubbiali se llevó la victoria por delante de las Ducati de Romolo Ferri, Dave Chadwick y Sammy Miller.
| Pos. | Corredor          | Moto          | Tiempo    | Puntos |
| ---- | ----------------- | ------------- | --------- | ------ |
| 1    | Carlo Ubbiali     | MV Agusta     | 1:28"51'2 | 8      |
| 2    | Romolo Ferri      | Ducati        | 1:29"04'0 | 6      |
| 3    | Dave Chadwick     | Ducati        | 1:30"27'8 | 4      |
| 4    | Sammy Miller      | Ducati        | 1:31"55'2 | 3      |
| 5    | Ernst Degner      | MZ            | 1:33"27'0 | 2      |
| 6    | Horst Fügner      | MZ            | 1:33"43'8 | 1      |
| 7    | Mike Hailwood     | Paton         | 1:34"27'6 |        |
| 8    | Fron Purslow      | Ducati        | 1:37"43'8 |        |
| 9    | Arthur Wheeler    | Mondial       | 1:38"44'6 |        |
| 10   | Douglas Allen     | Mondial       | 1:31"34'2 |        |
| 11   | Jim Baughn        | EMC           | 1:32"02'4 |        |
| 12   | Bill Webster      | MV Agusta     | 1:34"03'2 |        |
| 13   | Ross Porter       | MV Agusta     | 1:34"43'8 |        |
| 14   | Chris Percival    | MV Agusta     | 1:36"57'2 |        |
| 15   | Rex Avery         | LEF           | 1:39"06'8 |        |
| 16   | Leonard Harfield  | LCH           | 1:33"04'4 |        |
| 17   | Bill Peden        | Montesa       | 1:38"48'6 |        |
| 18   | S. Fairchild      | Montesa       | 1:34"35'0 |        |
| Ret  | Luigi Taveri      | Ducati        | Ret       |        |
| Ret  | Tarquinio Provini | MV Agusta     | Ret       |        |
| Ret  | Frank Cope        | MV Agusta     | Ret       |        |
| Ret  | Gary Dickinson    | MV Agusta     | Ret       |        |
| Ret  | Bert Fruin        | Fruin Special | Ret       |        |
| Ret  | Dave Moore        | MV Agusta     | Ret       |        |